# Lago antigo

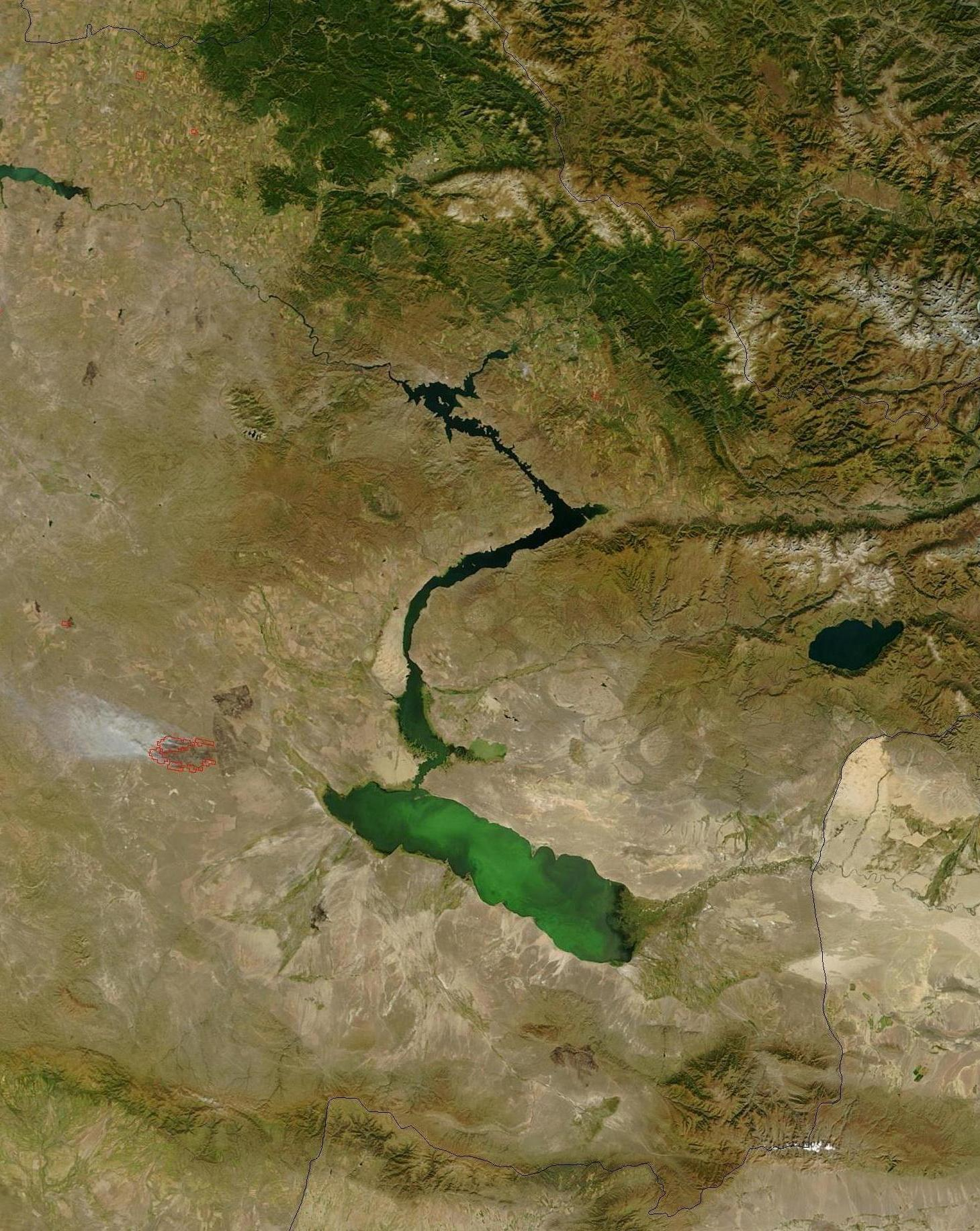
Lago Zaysan no Cazaquistão é um dos lagos mais antigos do mundo

Um lago antigo é um lago que constantemente conteve água no último milhão de anos. Muitos lagos existem há mais de 2,6 milhões de anos, o período Quaternário completo. Os lagos antigos continuam a persistir devido à tectónica de placas em zonas de fenda ativa. Esta zona de rifte ativa cria lagos que são extremamente profundos e difíceis de preencher naturalmente com sedimentos. Devido à vida prolongada de lagos antigos (1-30 milhões de anos), estes servem como modelos para características evolutivas isoladas e especiação. A maioria dos corpos de água tem menos de 18.000 anos. Existem apenas 20 lagos com mais de 1 milhão de anos.
Existem seis principais tipos de lagos (listados abaixo). A maioria dos lagos seca como resultado do enchimento com depósitos lacustres, sedimentos depositados por um rio num lago durante milhares de anos. Os fatores que influenciam o decréscimo da água incluem a acumulação de sedimento fluvial-lacustre, evaporação, drenagem natural e processos geofísicos. Os lagos antigos têm uma vida tão prolongada quando comparados aos lagos mais jovens mais tradicionais devido às zonas de rifte ativas locais e a seções de terra afetadas chamadas grabens.
Por exemplo, o lago Baikal na Rússia, o lago mais profundo do mundo, é um antigo lago criado pela zona de rifte de Baikal há 25-30 milhões de anos, e tem 1642 m de profundidade. Contraste-se com os Grandes Lagos da América do Norte, que foram formados pelo último período glacial por lavagem glacial e amontoamento de águas derretidas há 14 mil anos, profundidade máxima de lagos que variam de 200 a 1300 pés de profundidade.
- Lagos tectónicos
- Lagos de deslizamento de terras e barragens de gelo
- Lagos salgados
- Lagos do tipo braço morto
- Lagos de cratera
- Lagos glaciais

## Alguns lagos antigos
Estes são os 20 lagos antigos do mundo que existem há mais de 1 milhão de anos.
| Nome                  | Origem             | Tipo                              | Era          | Área (km²) | Volume (km³) | Profundidade máxima | Média de profundidade | Países                                                | Notes |
| --------------------- | ------------------ | --------------------------------- | ------------ | ---------- | ------------ | ------------------- | --------------------- | ----------------------------------------------------- | --- |
| Mar de Aral           | tectônico          | salino, permanente                | 5.5 milhão   | 64500      | 625          | 67                  | 16                    | Cazaquistão, Usbequistão                              | Anteriormente, o quarto maior lago do mundo, com uma área de 68.000 km2 (26.300 milhas quadradas). Em 1997, diminuiu para 10% do seu tamanho original devido à água que foi desviada pela União Soviética. Agora está dividido em 4 lagos menores. |
| Lago Baikal           | tectônico          | fresco, permanente                | 25+ milhão   | 31500      | 23000        | 1741                | 740                   | Rússia                                                | |
| Lago Biwa             | tectônico          | fresco, permanente                | 5–6 milhão   | 674        | 27.5         | 104                 | 41                    | Japan                                                 | |
| Lago Bosumtwi         | impacto de meteoro | refrigerante, permanente, cratera | 1–2 milhão   | 49         | 2.24         | 81                  | 45                    | Ghana                                                 | |
| Mar Cáspio            | tectônico          | salina, permanente, endorréica    | 5.5 milhão   | 374000     | 78200        | 1025                | 182                   | Azerbaijão, Irão, Cazaquistão, Rússia, Turquemenistão | |
| Lago Khuvsgul         | tectônico          | fresco, permanente                | 2–5 milhão   | 2770       | 381          | 267                 | 138                   | Mongólia                                              | |
| Lago Issyk-Kul        | tectônico          | salino, permanente                | 25 milhão    | 6236       | 1738         | 668                 | 270                   | Quirguistão                                           | |
| Kati Thanda–Lago Eyre | tectônico          | saline, intermittent, endorheic   | 2.5-5 milhão | 9690       | 30.1         | 6                   | 3                     | Austrália                                             | |
| Lago Lánao            | vulcânico          | fresco, permanente                | 2 milhão     | 375        |              | 112                 | 60.3                  | Filipinas                                             | |
| Lago Niassa           | tectônico          | fresco, permanente                | 2–5 milhão   | 29600      | 8400         | 705                 | 292                   | Malawi, Moçambique, Tanzânia                          | |
| Lago de Maracaibo     | tectônico          | salina, permanente, baía costeira | 20+ milhão   | 13010      | 280          | 60                  | 25.9                  | Venezuela                                             | Historicamente, era um lago antigo. Agora, uma grande baía / entrada de maré em vez de um lago no sentido tradicional. É salino e diretamente conectado ao mar, levando muitos a considerá-lo uma grande lagoa ou baía.                            |
| Lago de Ocrida        | tectônico          | fresco, permanente                | 1.5-5 milhão | 358.18     | 53.63        | 286.7               | 163.71                | Albânia, Macedônia do Norte                           | |
| Cratera de Pingualuit | impacto de meteoro | fresco, permanente, cratera       | 1.5 milhão   | 8          |              | 267                 |                       | Canadá                                                | |
| Lago Prespa           | tectônico          | fresco, permanente                | 1.5-5 milhão | 259        | 4.8          | 54                  | 18.7                  | Albânia, Grécia, Macedônia do Norte                   | |
| Lago Tahoe            | tectônico          | fresco, permanente                | 1–2 milhão   | 499        | 156          | 505                 | 313                   | EUA                                                   | |
| Lago Tanganica        | tectônico          | fresco, permanente                | 3–6 milhão   | 32000      | 17800        | 1471                | 572                   | Burundi, Congo, Tanzania, Zambia                      | |
| Lago Titicaca         | tectônico          | fresco, permanente                | 3 milhão     | 8372       | 893          | 281                 | 107                   | Bolívia, Peru                                         | |
| Lago Tule             | tectônico          | fresco, permanente                | 3–15 milhão  | 53         | 40           |                     |                       | EUA                                                   | |
| Lago Vostok           | subglacial         | fresco, permanente, subglacial    | 15–35 milhão | 12500      | 5400         | 510                 | 432                   | Antártica                                             | |
| Lago Zaysan           | reservatório       | fresco, permanente                | 65+ milhão   | 5510       | 53           | 10                  | 5                     | Cazaquistão                                           | A construção do Bukhtarma dam inundou o lago, sendo assim, em algumas fontes, o lago é considerado uma represa. |